# St. Gallus (Haunshofen)

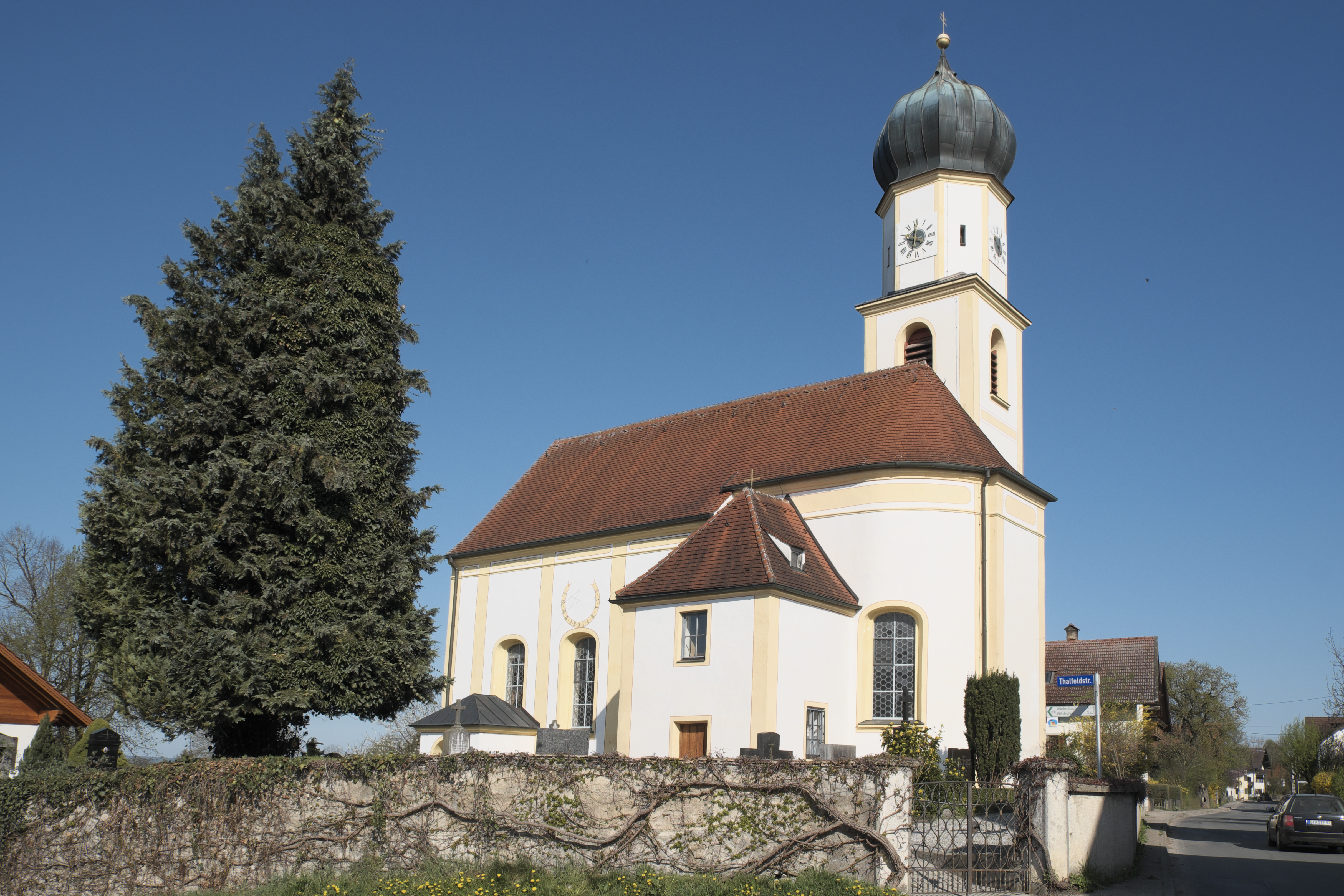
St. Gallus von Südosten

Die römisch-katholische Pfarrkirche St. Gallus in Haunshofen, Ortsteil der Gemeinde Wielenbach im oberbayerischen Landkreis Weilheim-Schongau, gehört als Teil der gleichnamigen Pfarrei mit der Pfarreiengemeinschaft Pähl-Raisting-Wielenbach zum Dekanat Weilheim-Schongau des Bistums Augsburg. Das Gotteshaus steht unter Denkmalschutz.

## Geschichte
Der heutige Kirchenbau wurde 1754 auf den Fundamenten eines gotischen Vorgängerbaus errichtet. Am 18. April 1755 wurde St. Gallus vom Augsburger Weihbischof Franz Xaver Adelmann von Adelmannsfelden geweiht.
1953 wurde der Turm erneuert. Restaurierungen bzw. Renovierungen fanden in den Jahren 1808, um 1986 (mit Einbau einer Heizung) und 2016 statt.

## Beschreibung und Ausstattung

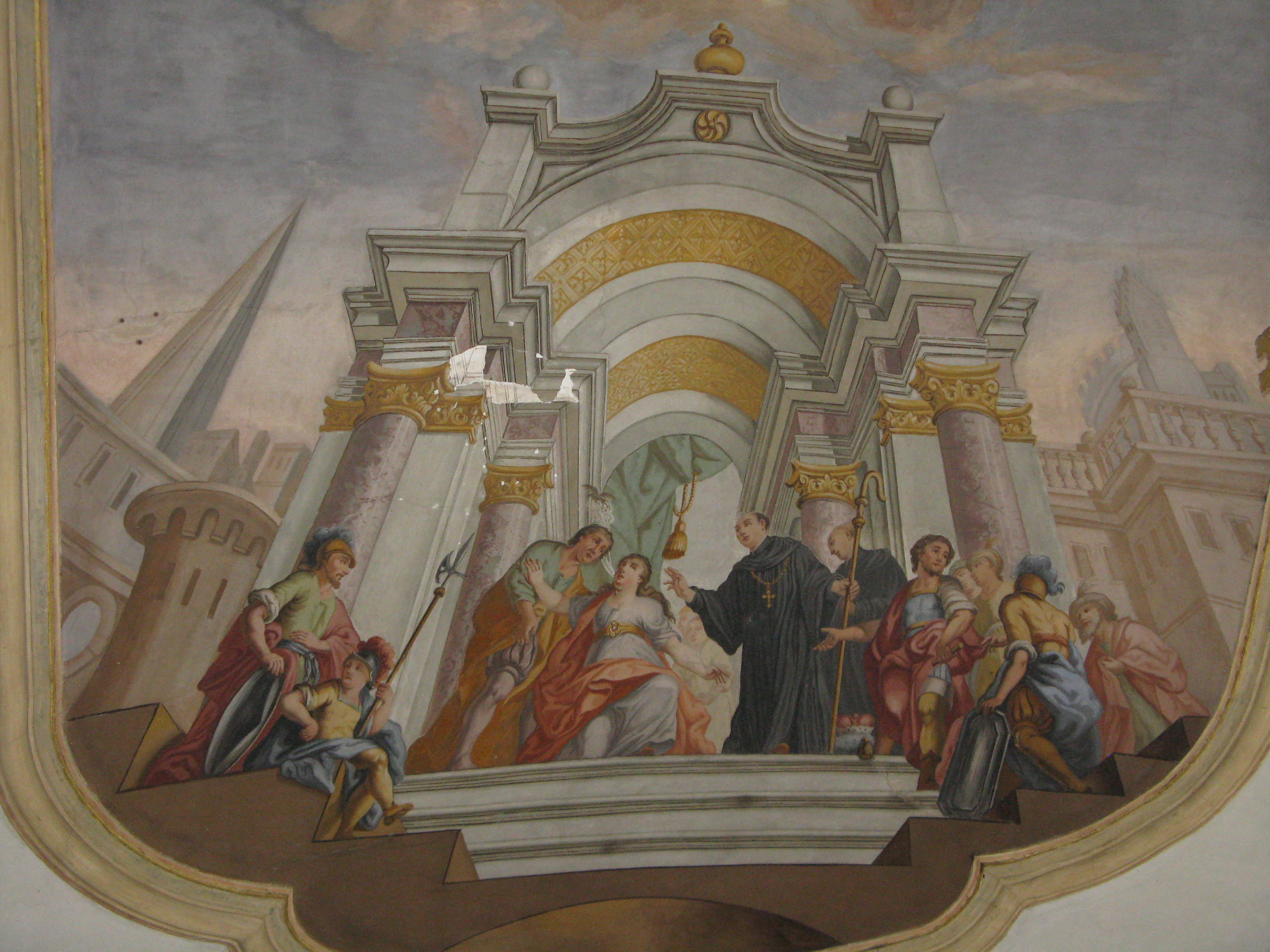
Deckenfresko (vor der Restaurierung 2016)

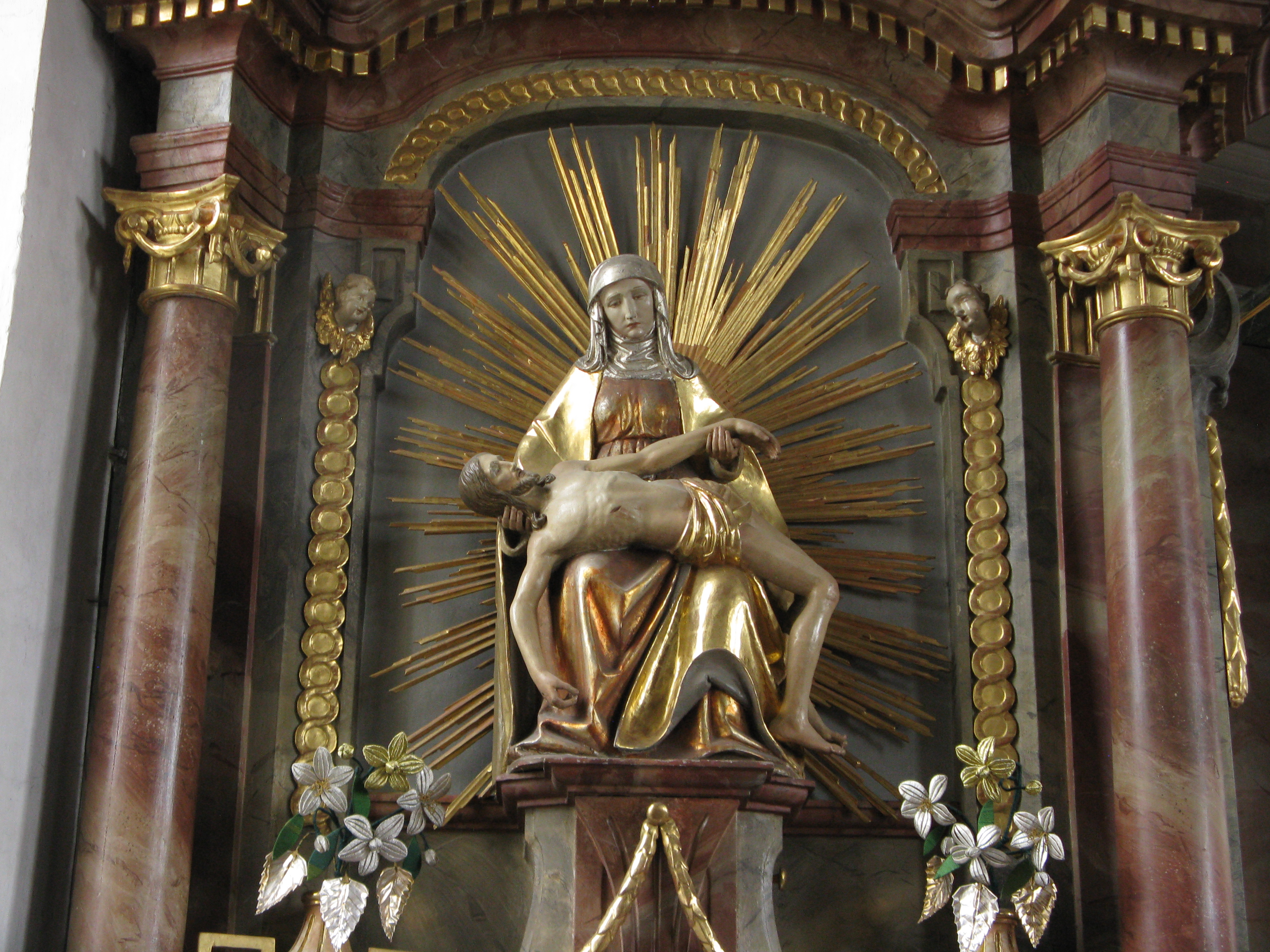
Linker Seitenaltar

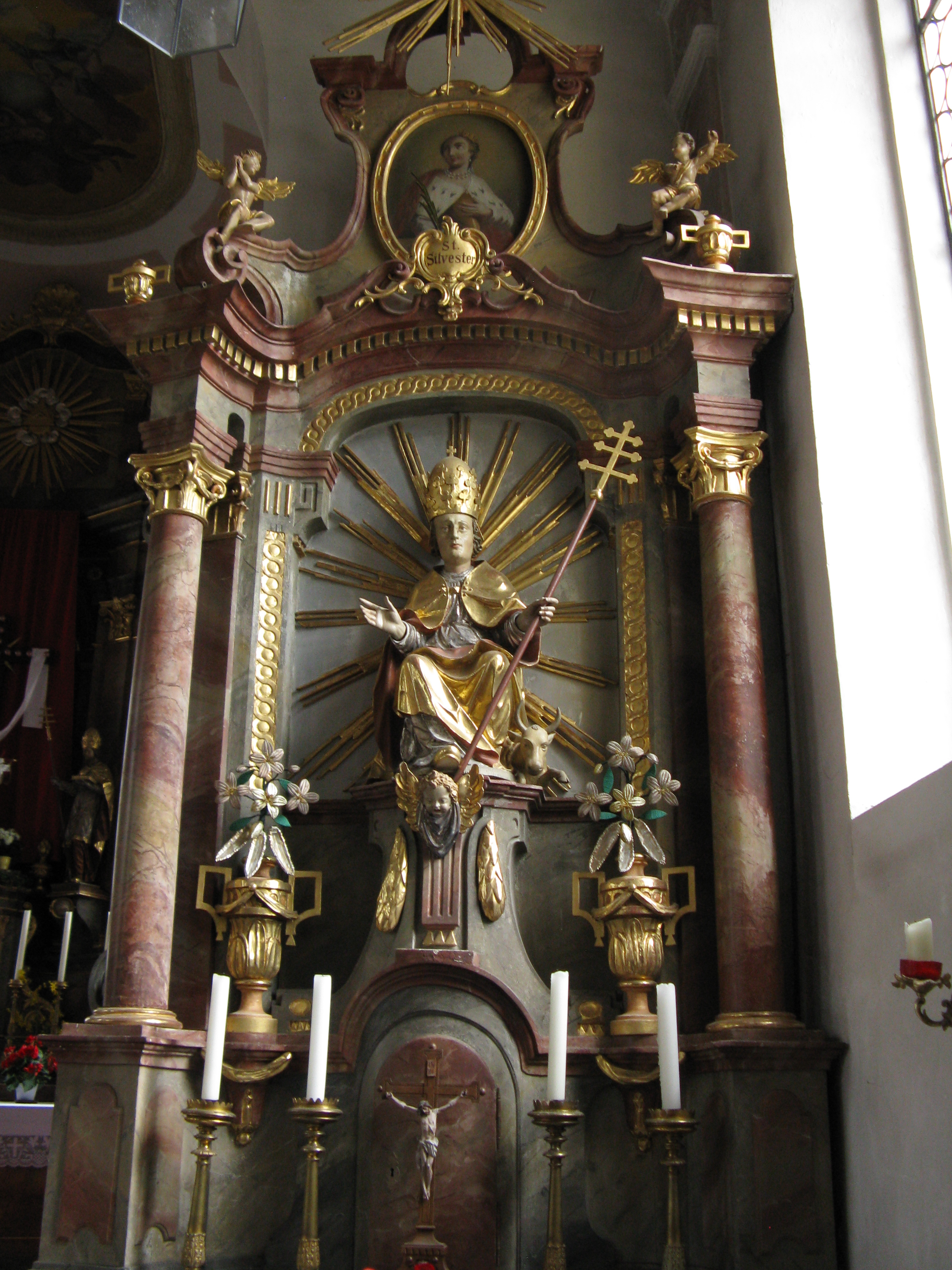
Rechter Seitenaltar

Die geostete barocke Saalkirche besitzt eine eingezogene Apsis. Im Süden ist die zweigeschossige Sakristei angefügt, der der Zwiebelturm gegenüber steht.
Umgeben ist die Kirche von einer Friedhofsmauer, deren südlicher Abschnitt aus verputzten Bruch- und Ziegelsteinen aus der zweiten Hälfte des 18. Jahrhunderts besteht.
Der Hochaltar ist dem Kirchenpatron St. Gallus geweiht. Dieser ist zentral über dem Tabernakel in einer Figur dargestellt, die von Skulpturen des hl. Urban und des hl. Sebastian flankiert wird. Der linke Seitenaltar ist der Schmerzhaften Muttergottes geweiht und zeigt eine um 1500 entstandene Pietà. Der rechte Seitenaltar trägt ein Bildnis des hl. Papstes Silvester. Die klassizistischen Altäre wurden Anfang des 19. Jahrhunderts gefertigt.
Das Deckenfresko im Chor stellt die Heilige Dreifaltigkeit dar. Im Langhaus sind zwei Szenen aus dem Leben des Kirchenpatrons Gallus verbildlicht: Einerseits wird er im Benediktinerhabit gezeigt bei der Austreibung eines geflügelten Dämons aus der geisteskranken Herzogstochter Fridiburga, andrerseits wird die seine Macht durch einen Bären veranschaulicht, der auf Befehl Gallus’ einen Balken als Feuerholz herbeischafft. Die Fresken malte vermutlich Josef Mangold im Jahr 1808.
Die weißen Wände des Innenraums sind durch rötlich-graue Pilaster gegliedert.

## Orgel
1813 erhielt St. Gallus eine neue Orgel mit vier Registern auf einem Manual. Sie wurde 1930 durch einen Neubau der Gebrüder Hindelang aus Ebenhofen ersetzt. Dieses Instrument besitzt Kegelladen und weist folgende Disposition auf:
| I Hauptwerk  |    |
| Principal    | 8′ |
| Coppel       | 8′ |
| Flaute dolce | 8′ |
| Prestant     | 4′ |

| II Schwellwerk |       |
| Gemshorn       | 8′    |
| Violine        | 8′    |
| Traversflöte   | 4′    |
| Rauschquinte   | 2 ⁄3′ |
| Singend Regal  | 8′    |
| Tremolo        |       |

| Pedal                       |     |
| Subbaß                      | 16′ |
| Sanftbaß (Windabschwächung) | 16′ |

- Koppeln:
  - Normalkoppeln: II/I, II/P, I/P
  - Superoktavkoppeln: II/I
  - Unteroktavkoppeln: II/I
- Spielhilfen: 1 freie Kombination, Auslöser, Tutti, Crescendotritt, Crescendo ab, Handregister ab, Zunge ab, automatisches Pedalpiano, Schwelltritt II. Manual

## Pfarrei
Die Pfarrei St. Gallus in Haunshofen gehört heute mitsamt ihrer Filiale St. Leonhard Bauerbach zur Pfarreiengemeinschaft Pähl-Raisting-Wielenbach.
Kaiser Ludwig der Bayer schenkte 1331 dem Bernrieder Augustinerchorherrenstift das Patronatsrecht über die Pfarrei Haunshofen. Mit einer päpstlichen Bulle vom 4. Oktober 1456 wurde die Pfarrei dem Stift inkorporiert. Dabei blieb es bis zur Säkularisation 1803.